# Plantago schwarzenbergiana
Plantago schwarzenbergiana är en grobladsväxtart som beskrevs av Philipp Johann Ferdinand Schur. Plantago schwarzenbergiana ingår i släktet kämpar, och familjen grobladsväxter. Inga underarter finns listade i Catalogue of Life.